# Stefán Jónsson
Stefán Jónsson (Reykjavík, 19 febbraio 1918 – Reykjavík, 5 aprile 2011) è stato un pallanuotista islandese che ha partecipato alle Olimpiadi estive del 1936, delle quali è stato l'ultimo partecipante islandese sopravvissuto.